# Линейные корабли типа «Ривадавия»
Тип «Ривадавия» (исп. Clase Rivadavia) — серия линейных кораблей Аргентины. Были созданы в рамках программы усиления флота. Всего в 1908—1910 годах были построены два корабля этого типа, ставших единственным типом дредноутов на вооружении ВМС Аргентины.

## История создания
Правительство Аргентины, в отличие от правительств других малых стран, решило не обращаться к какой-либо конкретной крупной судостроительной компании, а провести своеобразный международный конкурс.
В 1908 году в Лондон прибыла аргентинская комиссия во главе с контр-адмиралом Онофре Бетбедером, которая объявила, что правительство намеревается заказать 2 линкора, 6 эсминцев и 12 подводных лодок и существует возможность заказа третьего линкора. Откликнулись 15 фирм из Франции («Форж и Шатье»), Германии («Блом унд Фосс»), Англии («Армстронг», «Виккерс» и другие), Италии («Ансальдо»), США («Крамп», «Фор Ривер» и другие).
Конкуренция была жёсткой. Сумма заказа составила 2,2 миллиона фунтов стерлингов. Изучив все присланные проекты, аргентинцы скорректировали свои требования, взяв все лучшее из представленных разработок. Фирмы переработали свои проекты, аргентинцы их внимательно изучили, и только затем было оглашено окончательное решение, поразившее весь мир. Заказ достался американской верфи «Фор Ривер» (Куинси, Массачусетс), которая снизила цену на 224 000 фунтов стерлингов за корабль. В конструкции линкора ясно прослеживается влияние международного конкурса, хотя большинство элементов чисто американские. Соединенные Штаты рассматривали эти корабли в качестве «резерва» для включения в случае необходимости в состав собственного флота.

## Конструкция

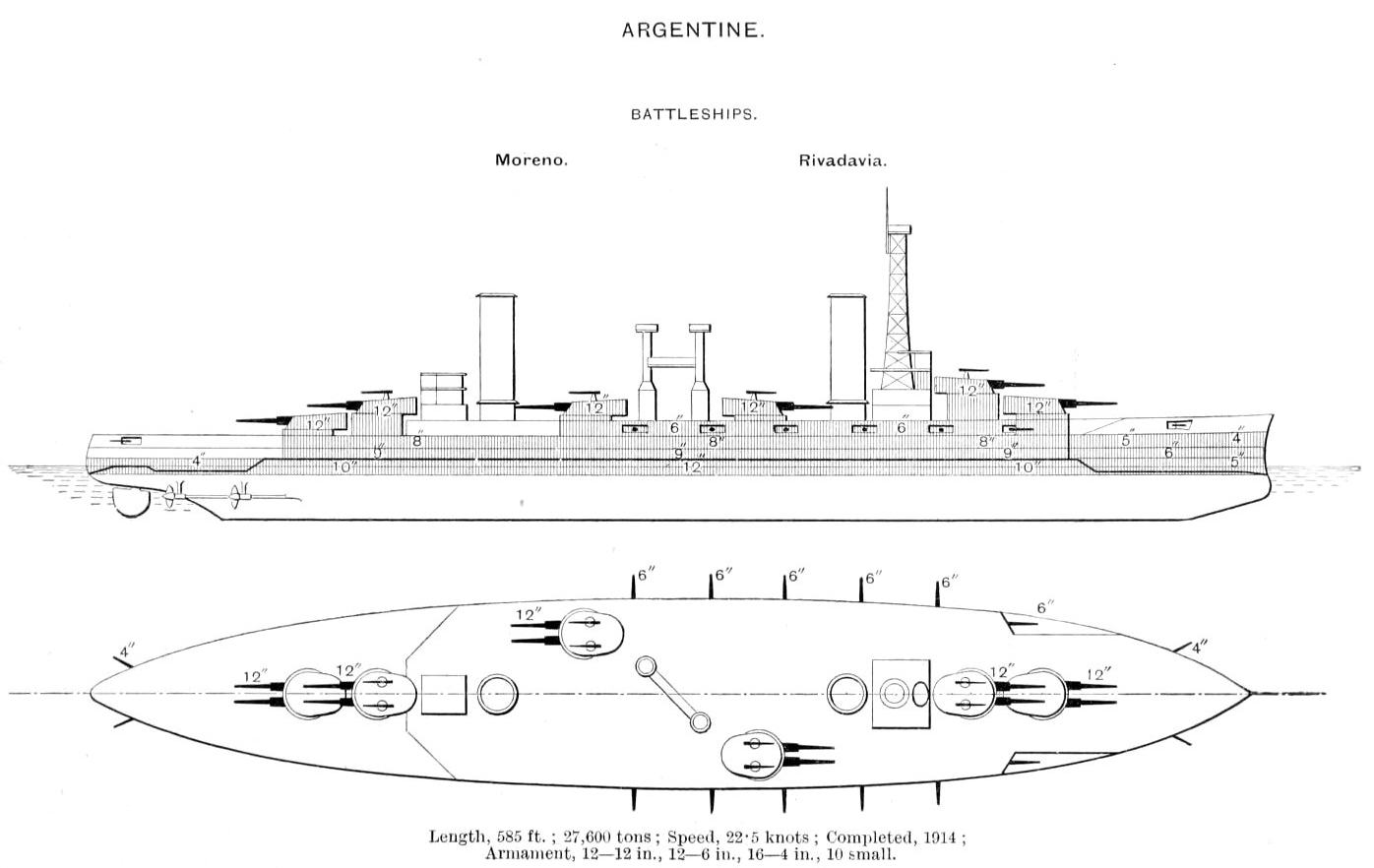
Аргентинские дредноуты типа «Ривадавия». Схема.

### Вооружение

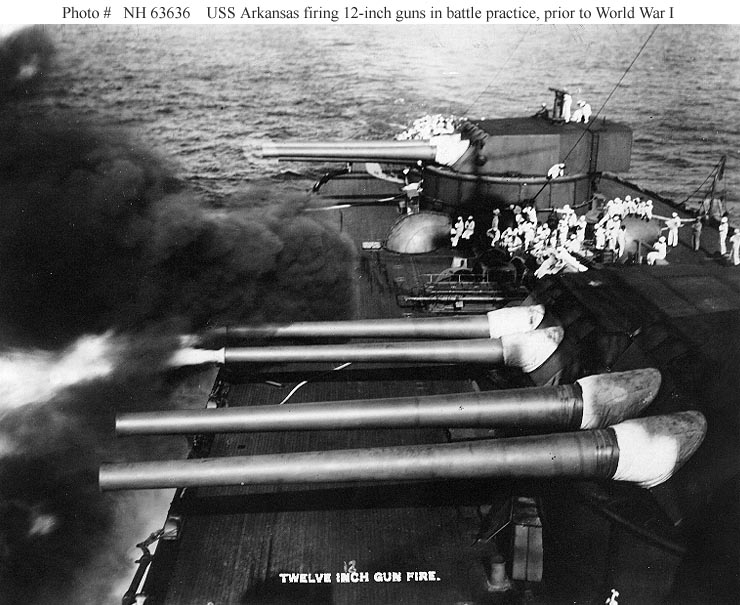
Кормовые башни главного калибра линкора «Арканзас»

Главный калибр линкоров состоял из двенадцати 305-мм орудий с длиной ствола 50 калибров. Они размещались в шести двухорудийных башнях. Орудие отличалось от американского прототипа 12"/50 Mark 7 утяжелённым казёнником. 6-дюймовые орудия среднего калибра размещались в казематах, по шесть с каждой стороны корабля. Противоминные 102-мм орудия были установлены без брони в различных местах корабля, включая главную палубу, надстройку и в казематах у форштевня. Планировалось установить шестнадцать, но установили двенадцать, заменив четыре трёхдюймовыми зенитками.

### Бронирование
Линкоры «Ривадавия» имел такую броневую защиту. Главный броневой пояс из крупповской цементированной брони был 12-дюймовый (305 мм) на миделе, покрывая 5 футов (1,5 м) выше и 6 футов (1,8 м) ниже расчётной ватерлинии, постепенно уменьшаясь к носу и корме до 5 дюймов (127 мм) и 4 дюймов (102 мм) соответственно. Лобовая плита башен имела толщину 305 мм, боковые плиты — 9 дюймов (229 мм). Толщина крыши была 102 мм никелевой стали. Броневая палуба никелевой стали толщиной 2 дюйма (51 мм) поверх 20-фунтового (12,4 мм) настила. Казематы среднего калибра защищались 152 мм бронёй.

### Силовая установка
На линкорах была установлена установка с тремя паровыми турбинами Кертиса. Проектная мощность составляла 40 000 л. с., скорость 23 узла. На испытаниях линкоры развили мощность в 39 500- 39 750 л. с., достигнув скорости в 22,5 узла. Ожидалось, что на 11-узловой скорости дальность плавания составит 11 000 миль, а на 15-узловой — 7000. Нормальный запас топлива составлял 1600 тонн угля, 660 тонн нефти, при полном запасе количество угля увеличивалось до 4000 тонн.
Пар вырабатывался 18 котлами «Babcock & Wilcox».

## Представители
- «Ривадавия» 1910/1957

Заложен 25 мая 1910 г. на верфи «Фор Ривер», Куинси, спущен 28 июня 1911 г. и вошёл в состав флота в декабре 1914 года. Когда корабль прибыл в Буэнос-Айрес, его за три дня посетили 47000 человек. В 1918 году линкор доставил в США нового посла Аргентины, стоял корабль на знаменитом Хемптонском рейде.
В 1924—26 годах модернизирован в США. Изменился ряд его тактико-технических характеристик. Водоизмещение стало 31000 т, котлы перевели на нефтяное отопление (запас топлива — 3600 т нефти), что обеспечивало дальность плавания 8500 миль 10-узловой скоростью. В 1927 году развивал скорость 20 узлов. Число 102-мм орудий сократилось до 8 (по другим данным, их сняли).
В 1937 году линкор пересёк Атлантический океан и совершил поход в Европу (в источниках имеются разночтения относительно присутствия «Ривадавии» на торжествах по случаю коронации английского короля) и посетил Гамбург.
3 октября 1941 года во время манёвров аргентинского флота случилось чрезвычайное происшествие. Сначала столкнулись крейсер «Альмиранте Браун» с эсминцем «Корриентес», который затонул. Тут же в корму крейсера врезался «Ривадавия». Линкор получил небольшие повреждения, но крейсеру пришлось пройти длительный заводской ремонт.
После изучения первых уроков Второй мировой войны на корабле усилили зенитное вооружение: появились 4 40-мм зенитных автомата. Корабль находился в строю до 1953 года. После исключения из состава флота продан итальянской фирме и разобран в мае 1957 года в Генуе.
- «Морено» 1910/1957

Заложен 9 июля 1910 г. на верфи «Нью-Йорк Шипбилдинг» в Хемпдене, спущен на воду 23 сентября 1911 г., вошёл в состав флота в марте 1915 года. В 1920 году представлял Аргентину на торжествах по случаю открытия Панамского канала. Модернизирован аналогично «Ривадавии». Был на Спитхедских торжествах в 1937 г., где запомнился тем, что не смог встать на якорь способом «фертоинг» и все торжества простоял на одном якоре. После Спитхеда посетил немецкий порт Бремен.
В феврале 1957 года исключен из списка флота и продан на металл в Японию. Через Панамский канал отбыл к месту разборки.